# Jerzy Rybicki
Jerzy Rybicki, född den 6 juni 1953 i Warszawa, Polen, är en polsk boxare som tog både OS-guld i lätt mellanviktsboxning 1976 i Montréal och OS-brons i mellanviktsboxning 1980 i Moskva. Efter tredje ronden i semifinalen 1980 avbröts matchen mot Viktor Savchenko då Rybicki skadat ögat.